# 苏拉杰卡拉迪
苏拉杰卡拉迪（Surajkaradi），是印度古吉拉特邦Jamnagar县的一个城镇。总人口16793（2001年）。

## 人口
该地2001年总人口16793人，其中男性8748人，女性8045人；0—6岁人口2502人，其中男1322人，女1180人；识字率50.69%，其中男性为60.05%，女性为40.52%。